# GitLab
GitLab是由GitLab公司开发的、基于Git的集成软件开发平台。另外，GitLab且具有wiki以及在线编辑、issue跟踪功能、CI/CD等功能。在2018年，GitLab被認為是一家部份是烏克蘭的独角兽企业。

## CI/CD
GitLab CI/CD是GitLab内置的一款工具，用于通过持续方法论（continuous methodologies）的软件开发。 该持续方法论包含三个部分：持续集成、持续交付、持续部署。
- 持续集成（Continuous Integration，简称CI），每次在上传代码块到基于Git仓库时，持续集成 会运行脚本去构建、测试、校验代码，这些操作是在合并到默认分支之前进行的。
- 持续交付（Continuous Delivery，简称CD），在持续集成之后（即合并到默认分支之后），持续交付 将进行手动部署应用。
- 持续部署（Continuous Deployment，简称CD），在持续集成之后（即合并到默认分支之后），持续部署 将进行自动部署应用。

### 原理
当开发者配置了GitLab CI/CD，那么当开发者使用Git提交（commit），那么就会触发CI/CD相关的一系列操作。这一系列操作由GitLab Runner执行，相关配置记载于.gitlab-ci.yml文件中，执行的结果将在GitLab页面中展示。 每一次的提交（commit）将会触发一条流水线（pipeline），流水线是不同阶段（Stage）的任务（Job）的一个集合。 阶段（Stage）用于逻辑切割，同一阶段的任务以并行方式执行，阶段间是顺序执行，上一个阶段执行失败，下一个阶段将不会执行。 .pre 为第一阶段（译为：之前） 和 .post 最后阶段（译为：提交时），这两个阶段不需要被定义，也无法被修改。

示例如下：
```
stages:
  - build
  - test
  - deploy

job 0:
  stage: .pre
  script: make something useful before build stage

job 1:
  stage: build
  script: make build dependencies

job 2:
  stage: build
  script: make build artifacts

job 3:
  stage: test
  script: make test

job 4:
  stage: deploy
  script: make deploy

job 5:
  stage: .post
  script: make something useful at the end of pipeline
```

任务（Job）可以构建Artifacts ，提供用户下载。 利用场景如下：在Android项目中，当配置了自动化构建Artifacts后，每次提交（push）代码后，GitLab CI/CD 将自动构建 APK文件，并在GitLab的页面上提供下载按钮。

任务（Job）可以自动部署文件到外部服务器，并通过 GitLab 页面查看该服务器现今部署的状态，以及进行重新部署（re-deploy）等操作。通过使用设定 environment 的 name 和 url ，还可以在GitLab页面上直接查看网站。 通过该操作可以达到 持续部署 的目的。
```
deploy_staging
:

  
stage
:
 
deploy

  
script
:

    
-
 
echo "Deploy to staging server"

  
environment
:

    
name
:
 
staging

    
url
:
 
http://172.23.0.2:5000/

  
only
:

  
-
 
master

  
tags
:

    
-
 
Runner名称

```

### GitLab Runner
GitLab Runner 是一项开源项目，用于执行任务（Job），并将执行结果传输回GitLab。
Runner 可安装在操作系统，也可以通过Docker的方式安装。当 Runner 安装后，需要将其注册在 GitLab 中，方可使用。Runner 有若干种执executor可供使用，如：Docker、Shell、SSH。 Runner 默认使用Shell，Shell模式下，所有构建都会发生在Runner安装的机器中，操作十分简单，但是缺点很多。
.gitlab-ci.ym 文件中通过 tags 关键词选择Runner。Runner 的相关配置在 config.toml 文件中记载。

### 与Docker整合
对基于Docker的项目 进行构建和测试，有几种方式。一种方式是，使用shell executor进行Docker CLI命令操作。 另一种方式就是使用Docker executor进行操作，它是官方推荐的操作，executor通过在Docker中使用“Docker-in-Docker”镜像进行Job相关操作。

## 事件
GitLab于2017年1月31日發佈一系列緊急通告稱，位於荷蘭的系統管理員因操作失誤而刪除了包含310GB產品資料的資料夾，在取消刪除操作後僅剩下4.5GB。运维人员之后检查发现，网站宣称和配备的多项备份措施均未正常运作或难以利用。GitLab在YouTube直播了恢復資料的過程。网站最终丢失了最后 6 小时的数据库数据（包括问题、合并请求、评论、片段等，不含代码库）。
2024年11月，一Gitlab公司员工杨州实名举报，公司CEO柳钢和副总裁何庆隐瞒美国身份，与中国中科院投资的国家重点企业中科星图开展合作，涉嫌危害中国国家安全，视频中提及中科星图为美国实体清单中禁止合作的单位，违反相关规定可能会被处以30万美元的罚款，但是双方合作的金额仅10万人民币，且需要中科星图对Gitlab开放相关航天数据和资料，引起网友热议。
2024年12月，GitLab向用户通知不再为中国大陆、香港、澳门的用户提供服务，用户必须在60日内迁移到本地公司「极狐」。

## 外部連結
- 官方网站
- GitLab社区版的原始碼 （页面存档备份，存于）